# Arcizac-Adour
 Arcizac-Adour  es una comuna y población de Francia, en la región de Mediodía-Pirineos, departamento de Altos Pirineos, en el distrito de Tarbes y cantón de Laloubère.
Su población en el censo de 1999 era de 471 habitantes.
Está integrada en la Communauté de communes Gespe Adour Alaric .

## Demografía
| 364 | 360 | 378 | 440 | 449 | 471 |
| Para los censos de 1962 a 1999 la población legal corresponde a la población sin duplicidades (Fuente: INSEE [Consultar]) |     |     |     |     |     |